# Lamborghini
Koordinaten: 44° 39′ 33,3″ N, 11° 7′ 30,3″ O
Die Automobili Lamborghini S.p.A. [ˌlamborˈɡiːni] (Ausspracheⓘ) ist ein italienischer Automobilhersteller von Sportwagen mit Sitz in Sant’Agata Bolognese (Emilia-Romagna).
Seit 1998 gehört das Unternehmen als Teil der Audi AG zum Volkswagen-Konzern. Die ursprüngliche Traktorenmarke Lamborghini Trattori gehört seit 1973 zu Same Trattori.

## Geschichte

### Traktorhersteller

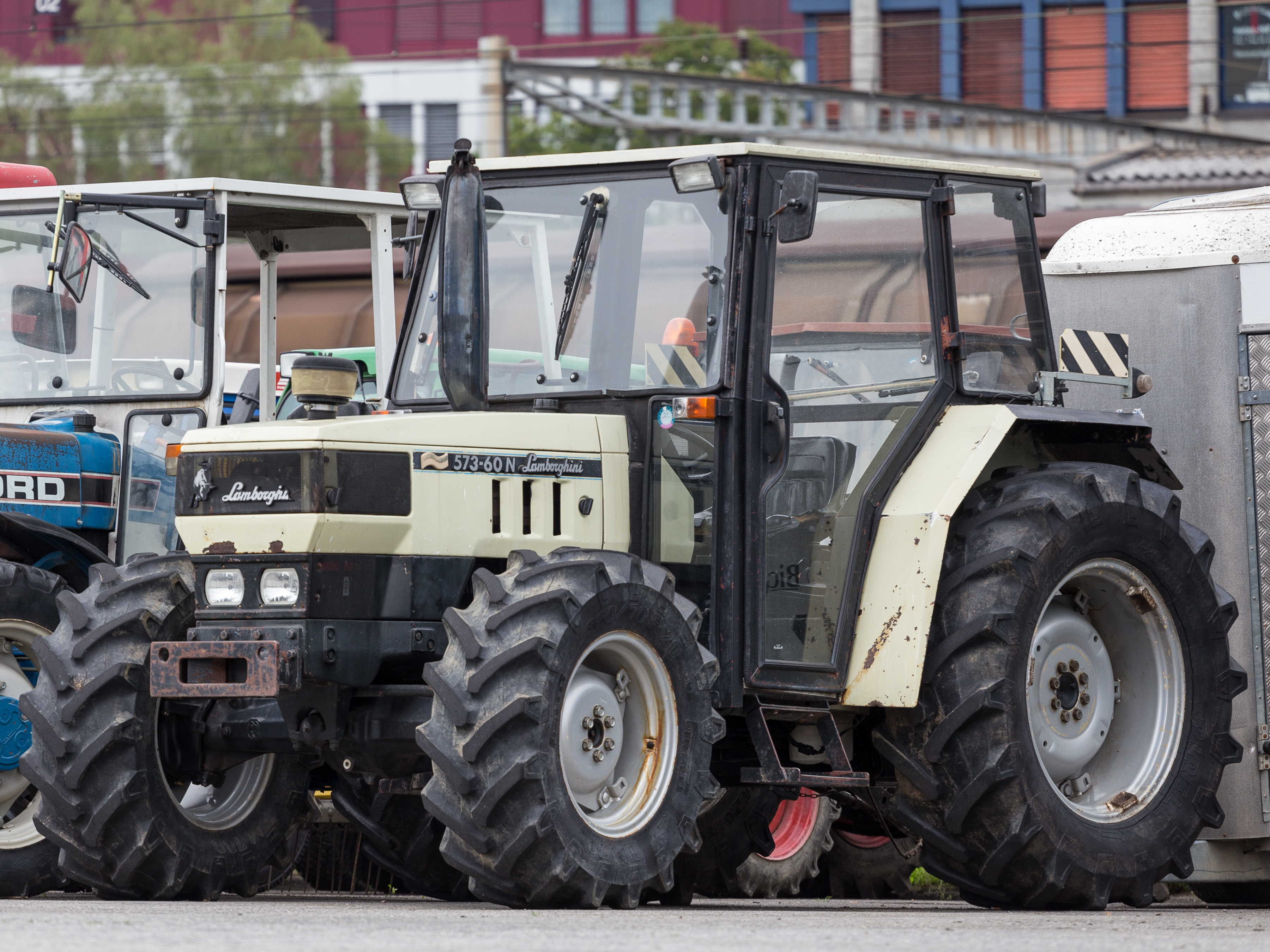
Lamborghini-Traktor

Das Unternehmen wurde 1948 in Cento, Ferrara in Italien von Ferruccio Lamborghini zur Herstellung von damals dringend benötigten Traktoren gegründet, die aus obsoleten Militärfahrzeugen umgebaut wurden. 1959 wurde die Produktion um Brenner und Klimaanlagen erweitert.

### Ferruccio Lamborghini und Enzo Ferrari

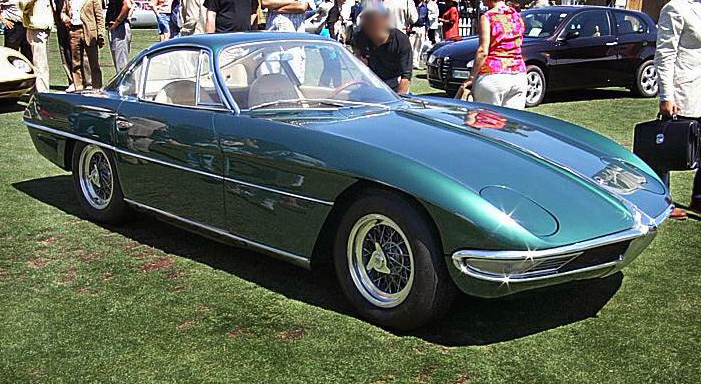
Erster Lamborghini-Sportwagen: 350 GTV

1963 gründete Ferruccio Lamborghini die Firma Automobili Lamborghini, als Markensymbol wählte er Murciélago, den legendären Stier, der am 5. Oktober 1879 einen Stierkampf mit 24 Lanzenstößen überlebte und daraufhin begnadigt wurde, als Symbol für Stärke; außerdem war der Stier sein Sternzeichen. In diesem Jahr wurde mit der Entwicklung von Sportwagen begonnen.
Die Entscheidung dazu fiel einer weit verbreiteten Legende zufolge nach einer Auseinandersetzung zwischen dem Sportwagen-Liebhaber Ferruccio Lamborghini und Enzo Ferrari. Lamborghini hatte häufig Probleme mit seinem Ferrari und beschwerte sich beim Firmenchef Enzo Ferrari. Dieser antwortete, Lamborghini könne nur Traktoren richtig bauen und keine Sportwagen, worauf Lamborghini seinem Widersacher das Gegenteil beweisen wollte und einen schnelleren Sportwagen baute. Nach anderen Quellen soll sich Enzo Ferrari geweigert haben, einen Sportwagen nach Lamborghinis Vorstellungen zu bauen oder Ferruccio Lamborghini zu einem Gespräch zu empfangen. Der Wahrheitsgehalt dieser Geschichten wird allerdings vielfach bezweifelt. Nach anderen Darstellungen habe Ferruccio Lamborghini Enzo Ferrari nie persönlich kennengelernt und die Sportwagenproduktion in erster Linie aufgenommen, um seinen Traktorbetrieb zu bewerben.

### Zehn- und Zwölfzylinder-Sportwagen

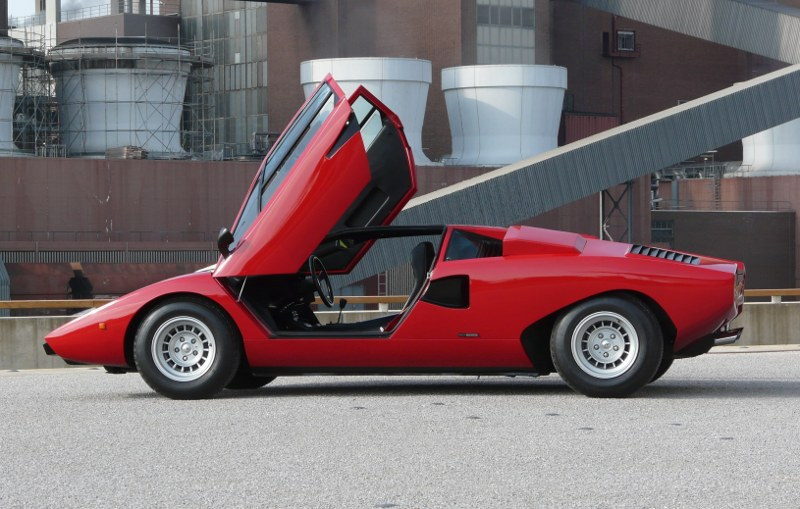
Zwei Jahrzehnte lang produziert: Lamborghini Countach mit Scherentüren

1963 wurde mit dem Lamborghini 350 GTV der erste Prototyp eines Lamborghini-Sportwagens vorgestellt. Das Fahrzeug ging in dieser Version nicht in Serie. Sowohl der Motor als auch die Karosserie wurden vor Beginn der Serienproduktion modifiziert. 1964 entstanden schließlich die ersten Exemplare des Modells 350 GT. Die Leistung des Zwölfzylinders übertraf die der zeitgenössischen Ferrari-Modelle deutlich. Großes Aufsehen erregte Lamborghini aber erst mit dem 1966 vorgestellten Miura, der sich – je nach Quelle – mit seinen 385 PS in der stärksten Version der 300-km/h-Marke näherte. Seit dem Miura tragen nahezu alle Sportwagen-Modelle die Namen von berühmten spanischen Kampfstier-Zuchten oder einzelnen Kampfstieren, somit auch der neuere allradgetriebene Murciélago sowie der Gallardo. Es gab nur vier Ausnahmen – den Countach, den Silhouette, den Espada und 2019 den Sián. Nachdem der Countach fertiggestellt worden war, fand sich kein passender Stiername, um ihn zu benennen. Der Legende nach stellte man den Wagen nun auf den Fabrikhof und rief die Belegschaft zusammen. Einer der Mitarbeiter rief beim Anblick des Wagens „Countach“ (auf Deutsch: „Donnerwetter“), und somit hatte der Wagen seinen Namen. Der Silhouette verwies mit seinem von der Kampfstier-Tradition abweichenden Modellnamen auf die Formel Silhouette, eine zwischen 1976 und 1980 ausgetragene Gruppe 5-Meisterschaft der FIA für Seriensportwagen; der Espada wurde nach dem Stoßdegen des Matadors benannt. Die Zusatzbezeichnung „LP“, die bei vielen Modellen im Namen enthalten ist, steht für longitudinale posteriore (= „hinten in Längsrichtung“) und bezeichnet die Einbaulage des längs eingebauten Motors.
Der Countach war der erste Lamborghini mit Scherentüren, einer Bauart, die charakteristisch für weitere Modelle wurde.

### Wirtschaftliche Krise und Eigentümerwechsel

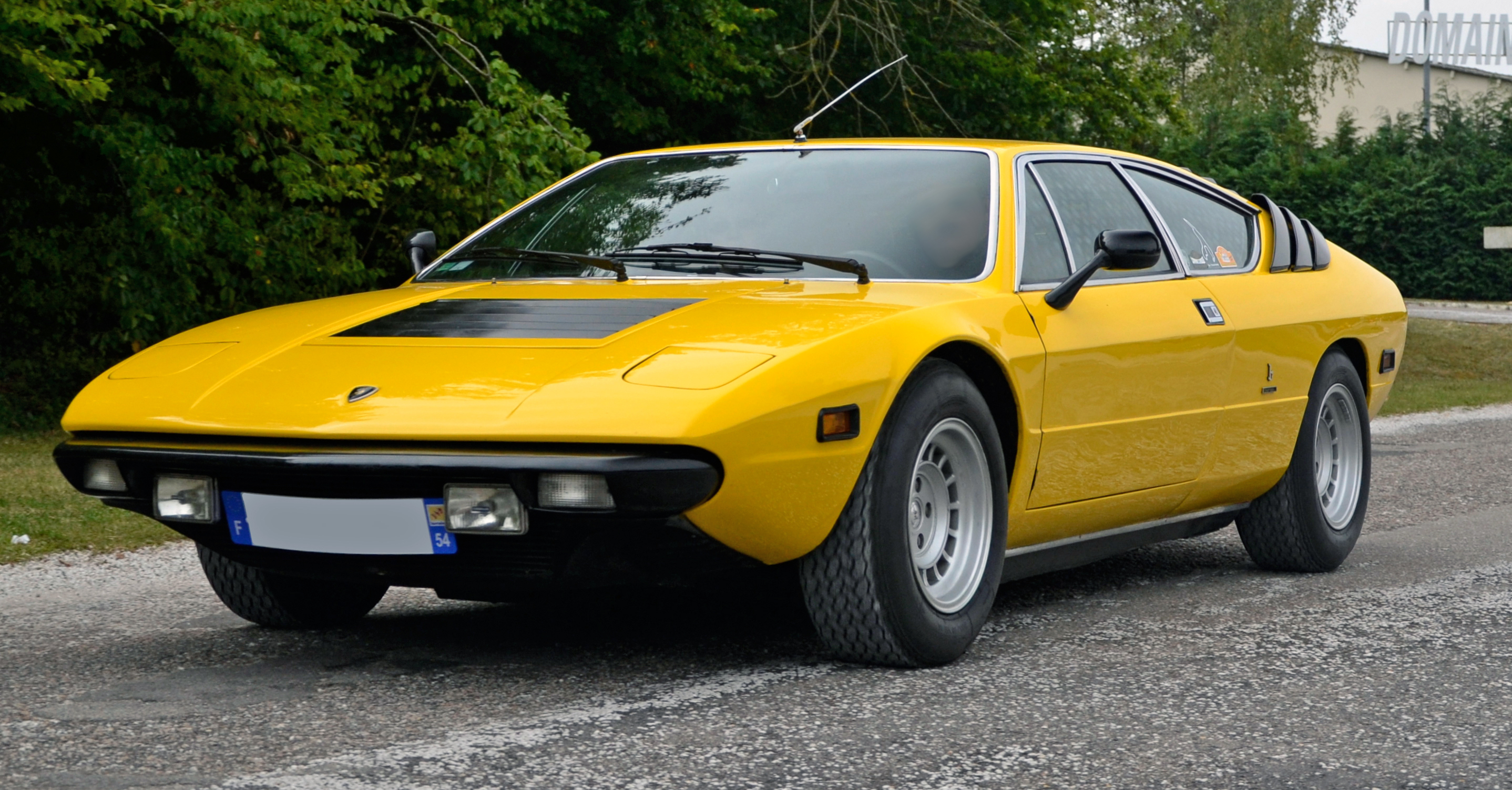
Wirtschaftlich enttäuschend: Lamborghini Urraco

Zu Beginn der 1970er-Jahre verbreiterte Lamborghini die Modellpalette. Der viersitzige Espada und der 2+2-sitzige Jarama gehörten zu den teuersten italienischen Sportwagen. Zugleich versuchte das Unternehmen, mit kleineren und günstigeren Achtzylindermodellen wie dem Urraco, der mit dem Porsche 911 konkurrieren sollte, neue Kundenkreise zu erschließen. Dieses Vorhaben scheiterte. Der Urraco, in dessen Entwicklung Lamborghini viel Geld investiert hatte, ließ sich nicht in den geplanten Stückzahlen absetzen. Deshalb und geriet das Unternehmen 1972 in wirtschaftliche Schwierigkeiten. 
Die erste Ölpreiskrise und deren Folgen verschärften die Schwierigkeiten. 
Ferruccio Lamborghini verkaufte den Traktorenteil an die Same Group (heute Same Deutz-Fahr). Der Sportwagenteil wechselte seit den 1970er Jahren mehrmals den Eigentümer: Von 1972 bis 1977 waren die Schweizer Unternehmer Georges-Henri Rossetti und René Leimer Betriebsinhaber. Nach einer Phase der Insolvenz übernahm Patrick Mimran das Unternehmen (1980 bis 1987). Er nahm den Urraco (nunmehr: Jalpa) wieder in die Produktion auf und stellte den Aufsehen erregenden Geländewagen LM002 vor, der auf einem Entwicklungsauftrag für die US Army beruhte. 1987 kaufte der US-Autobauer Chrysler Lamborghini. 
In diese Ära, die bis 1994 andauerte, fällt auch ein Formel-1-Engagement Lamborghinis. Von 1994 bis 1998 gehörte Lamborghini zum indonesischen MegaTech-Konzern.

### Lamborghini und Audi

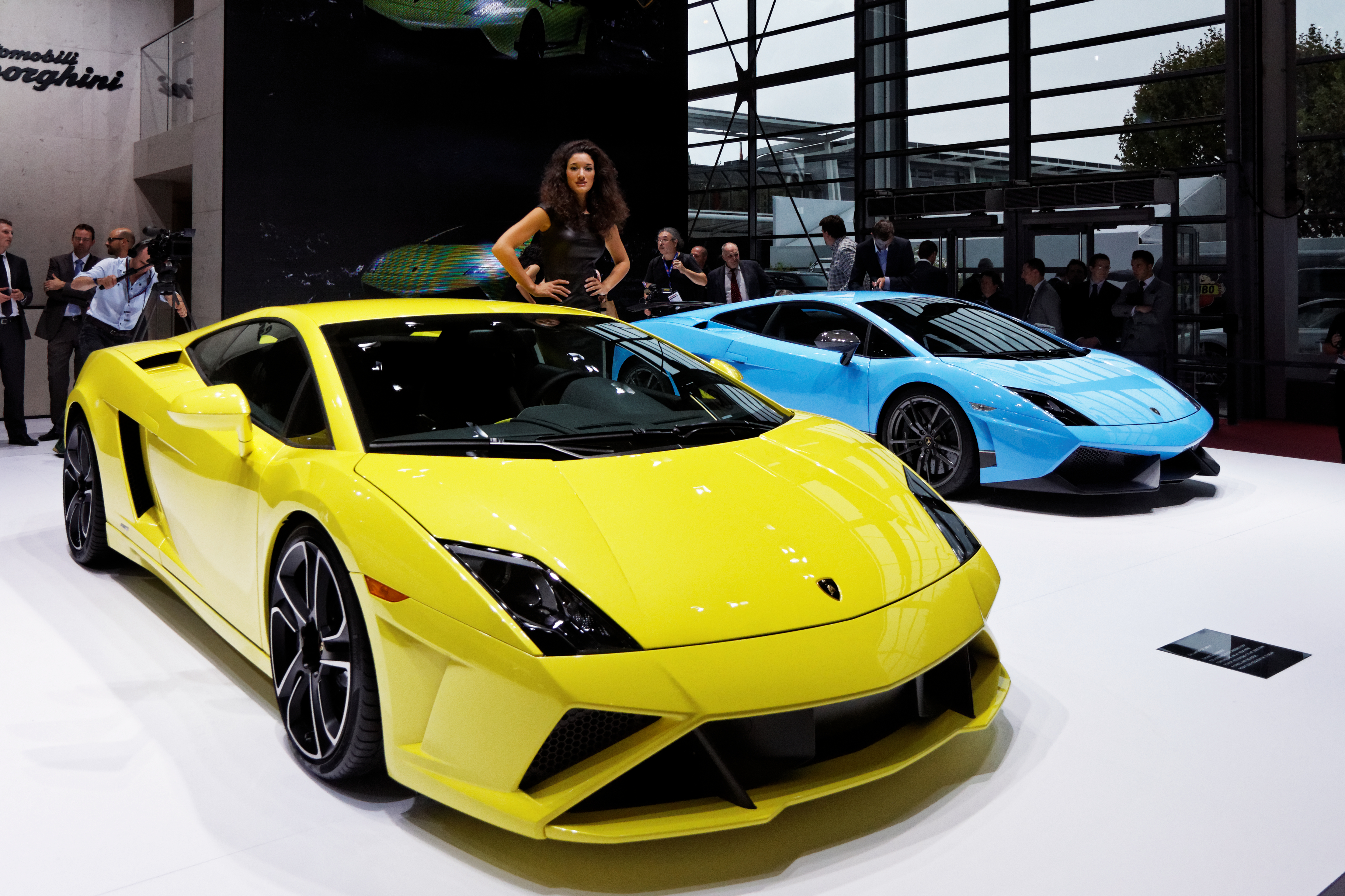
Lamborghini Gallardo

1998 übernahm die Volkswagen-Tochter Audi AG das Unternehmen und ist bis heute Eigentümerin. Seitdem bietet Lamborghini wieder eine breitere Modellpalette an und zeigt wieder eine große Anzahl an Studien und Kleinstserienfahrzeugen. Mit dem etwa drei Millionen Euro kostenden Kleinseriensportwagen Veneno präsentierte Lamborghini auf dem Genfer Auto-Salon 2013 das damals teuerste straßentaugliche Serienauto der Welt.
Im September 2000 wurde die Volkswagen Group Italia S.p.A. zu 100 % in die Automobili Lamborghini Holding S.p.A. integriert.
Sie war oder ist Generalimporteur der Marken Audi, SEAT, Škoda, Volkswagen Pkw und Volkswagen Nutzfahrzeuge in Italien.

## Fahrzeuge

### Serienmodelle
Die derzeitige Modellpalette umfasst drei Grundmodelle: den Temerario als Einstiegsmodell, den Revuelto als Top-Modell sowie das 2018 in Serie gegangene SUV Urus.
| Bauzeit   | Modell                         | Untermodelle | Leistung (kW (PS)) | vmax (km/h) | Zeit (s) 0–100 km/h | Foto |
| --------- | ------------------------------ | --- | ------------------ | ----------- | ------------------- | ---- |
| 1964–1967 | Lamborghini 350 GT             | 135 | 206 (280)          | 250–280     | 6,8                 |      |
| 1966–1968 | Lamborghini 400 GT             | 23 250 als 2 + 2 | 235 (320)          | 270         | 6,4                 |      |
| 1966–1973 | Lamborghini Miura              | 275 338 als S 150 als SV | 235–309 (320–420)  | 274–295     | 5,5–6,8             |      |
| 1968–1970 | Lamborghini Islero             | 155 als 400 GT 75 als 400 GTS | 235–257 (320–350)  | 260–265     | 6,2                 |      |
| 1968–1978 | Lamborghini Espada             | 176 als S1 578 als S2 472 als S3 | 257 (350)          | 245         | 6,5                 |      |
| 1970–1976 | Lamborghini Jarama             | 177 als 400 GT 150 als 400 GTS | 257–268 (350–365)  | 245–270     | 5,9–6,8             |      |
| 1974–1990 | Lamborghini Countach           | 1 als LP 500 157 als LP400 237 als LP 400S 321 als 5000S 610 als 5000SQV 657 als 25°Anniversario | 260–335 (353–455)  | 275–330     | 4,2–5,9             |      |
| 1975–1979 | Lamborghini Urraco             | 21 als P111 66 als P200 520 als P250 205 als P300 | 134–195 (182–265)  | 215–260     | 5,5–7,1             |      |
| 1976–1981 | Lamborghini Silhouette         | 55 als P118 | 189 (260)          | 250         | 7,0                 |      |
| 1981–1988 | Lamborghini Jalpa              | 420 als P350 | 187 (255)          | 248         | 6,5                 |      |
| 1982–1993 | Lamborghini LM002              | 301 | 335 (455)          | 223         | 8,2                 |      |
| 1990–2001 | Lamborghini Diablo             | 873 als 2wd 140 als GT 30 als GTR 466 als VT Roadster 150 als SE30 und 17 als Jota 346 als SV 31 als SVR 529 als VT 260 als 6.0 42 als 6.0 SE | 362–434 (492–590)  | 325–338     | 3,5–4,1             |      |
| 2001–2010 | Lamborghini Murciélago         | Murciélago Murciélago Roadster Murciélago LP 640 Murciélago LP 640 Roadster Reventón Murciélago LP 670-4 SV | 426–493 (580–670)  | 320–342     | 3,2–3,8             |      |
| 2003–2013 | Lamborghini Gallardo           | Gallardo Gallardo Spyder Gallardo Superleggera Gallardo Nera Gallardo LP 560-4 Gallardo LP 560-4 Spyder Gallardo LP 550-2 Valentino Balboni Gallardo LP 570-4 Superleggera Gallardo LP 570-4 Spyder Performante Gallardo LP 570-4 Super Trofeo Stradale | 368–419 (500–570)  | 309–325     | 3,4–4,3             |      |
| 2011–2022 | Lamborghini Aventador          | Aventador Aventador Roadster Aventador J Aventador SV Aventador S Aventador SVJ | 515–566 (700–770)  | 350         | 2,8–2,9             |      |
| 2013      | Lamborghini Veneno             | 3 als Coupé 9 als Roadster | 550 (750)          | 355         | 2,8                 |      |
| 2014–2024 | Lamborghini Huracán            | Huracán LP 610-4 Huracán Spyder Huracán LP 580-2 Huracán LP 640-4 Performante | 427–471 (580–640)  | 320–325     | 2,9–3,4             |      |
| 2016–2018 | Lamborghini Centenario         | Centenario LP 770-4 Centenario Roadster LP 770-4 | 566 (770)          | 350         | 2,8–2,9             |      |
| seit 2018 | Lamborghini Urus               | Urus Urus S Urus Performante SE | 478–588 (650–800)  | 305–312     | 3,3–3,6             |      |
| 2019–2022 | Lamborghini Sián               | FKP 37 als Coupé Roadster | 602 (819)          | 350         | 2,8                 |      |
| seit 2020 | Lamborghini Essenza SCV12      | 40 | 610 (829)          | 305         |                     |      |
| 2022–2023 | Lamborghini Countach LPI 800-4 | 112 | 602 (819)          | 355         | 2,8                 |      |
| seit 2023 | Lamborghini Revuelto           | | 747 (1015)         | 350         | 2,5                 |      |
| seit 2024 | Lamborghini Temerario          | | 677 (920)          | 343         | 2,7                 |      |
| seit 2025 | Lamborghini Fenomeno           | 29 | 794 (1080)         | 350         | 2,4                 |      |

### Prototypen und Einzelstücke
Neben den Serienmodellen gab es auch eine ganze Reihe von Prototypen und Einzelstücken wie den Veneno und Egoista.

#### Sportwagen und Coupés
- Lamborghini 350 GTV (1963, Turin Motor Show, Design von Franco Scaglione)
- 3500 GTZ Zagato (1965, London Motor Show, von Zagato)
- 350 GTS (1965, Pariser Salon, von Touring)
- 400 GTS (1966, von Touring)
- Monza 400 (1966, von Neri e Bonacini)
- Flying Star II (1966, von Carrozzeria Touring)
- P400 Stuardi Sonata (1966, von Enzo Stuardi)
- Marzal (1967, Turin Motor Show, von Bertone)
- Miura Roadster (1968, von Bertone)
- Jota (1970)
- Miura SVJ (nach 1971, von Lamborghini und externen Karosseriebauern)
- Jarama Sport (1972)
- Bravo (1974, Turin Auto Show)
- Urraco Bob (1974)
- Miura SVR (1974)

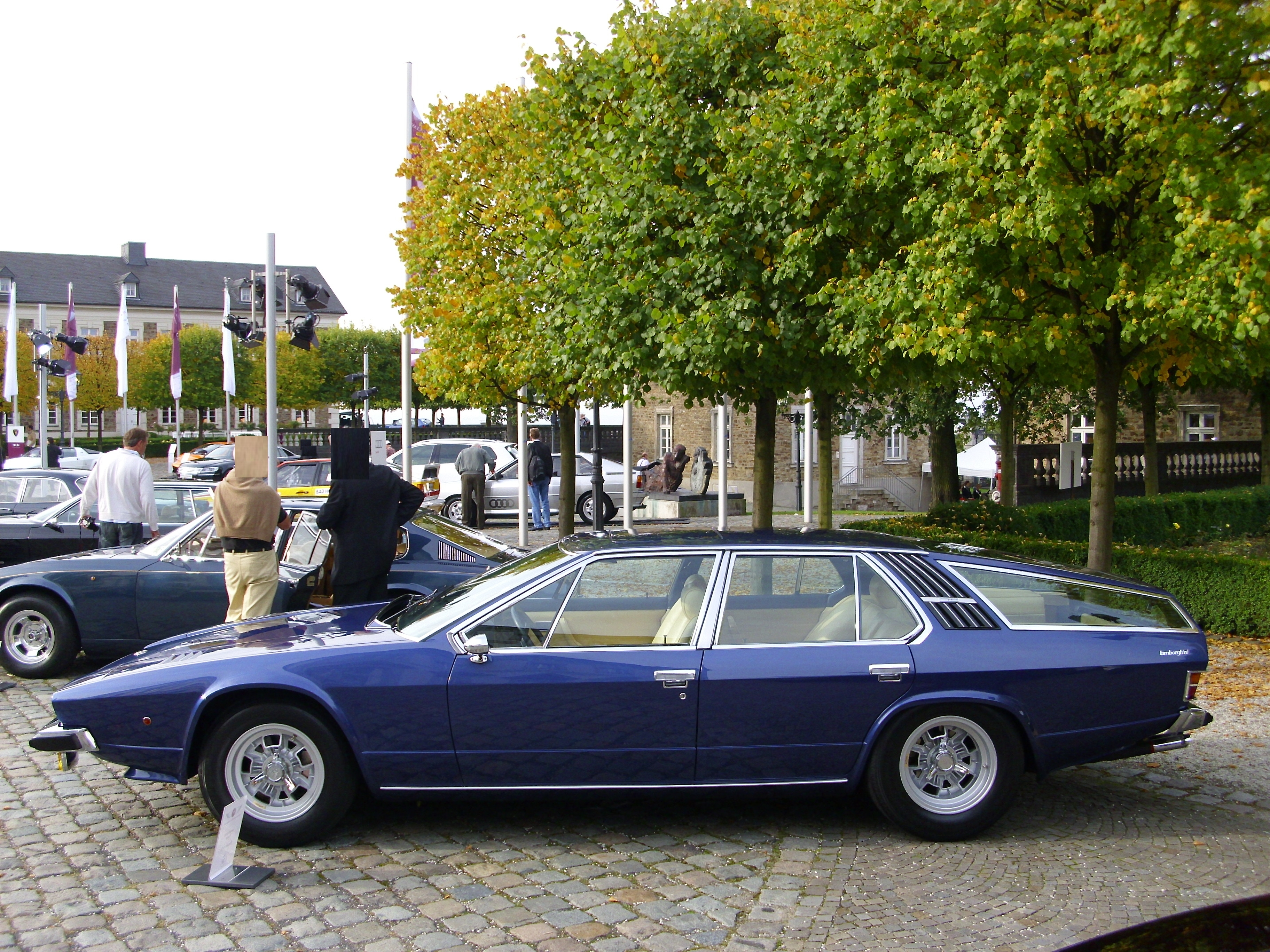
Lamborghini Faena

- Faena (1978, Turin Auto Show, von Frua)
- Athon (1980, Turin Motor Show, von Bertone)
- Marco Polo (1982, Bologna Motor Show, von Italdesign Giugiaro)
- Der Countach Turbo S (1984, Franz Albert Tuning)
- Der Countach Evoluzione (1986)
- Portofino (1987, IAA Frankfurt)
- Genesis (1988, Turin Auto Show, von Bertone)
- P140 (1987/1993, von Marcello Gandini und Luigi Marmiroli)
- Cala (1995, Genfer Auto-Salon, von Italdesign Giugiaro)
- Zagato Raptor (1996, Genfer Auto-Salon, von Zagato)
- Canto P147 (1997, von Zagato)
- Acosta P147 (1998, von Marcello Gandini)
- Heuliez Pregunta (1998, Auto Salon Paris)
- Concept S (2005, Genfer Auto-Salon)
- Miura Concept (2006, Los Angeles Auto Show)
- Estoque Concept (2008, Auto Salon Paris)
- Sesto Elemento (2010, Auto Salon Paris)
- Aventador J (2012, Genfer Autosalon)
- Veneno (2013, Genfer Autosalon)
- Egoista (2013, Grande Giro Lamborghini)
- Asterion (2014, Auto Salon Paris)
- Centenario (2016, Genfer Autosalon)
- Terzo Millennio (2018, Genfer Autosalon)
- SC18 Alston (2018)
- Invencible (2023)
- Autentica (2023)

#### Offroader und SUVs
- Cheetah (1977, Geneva Auto Show)

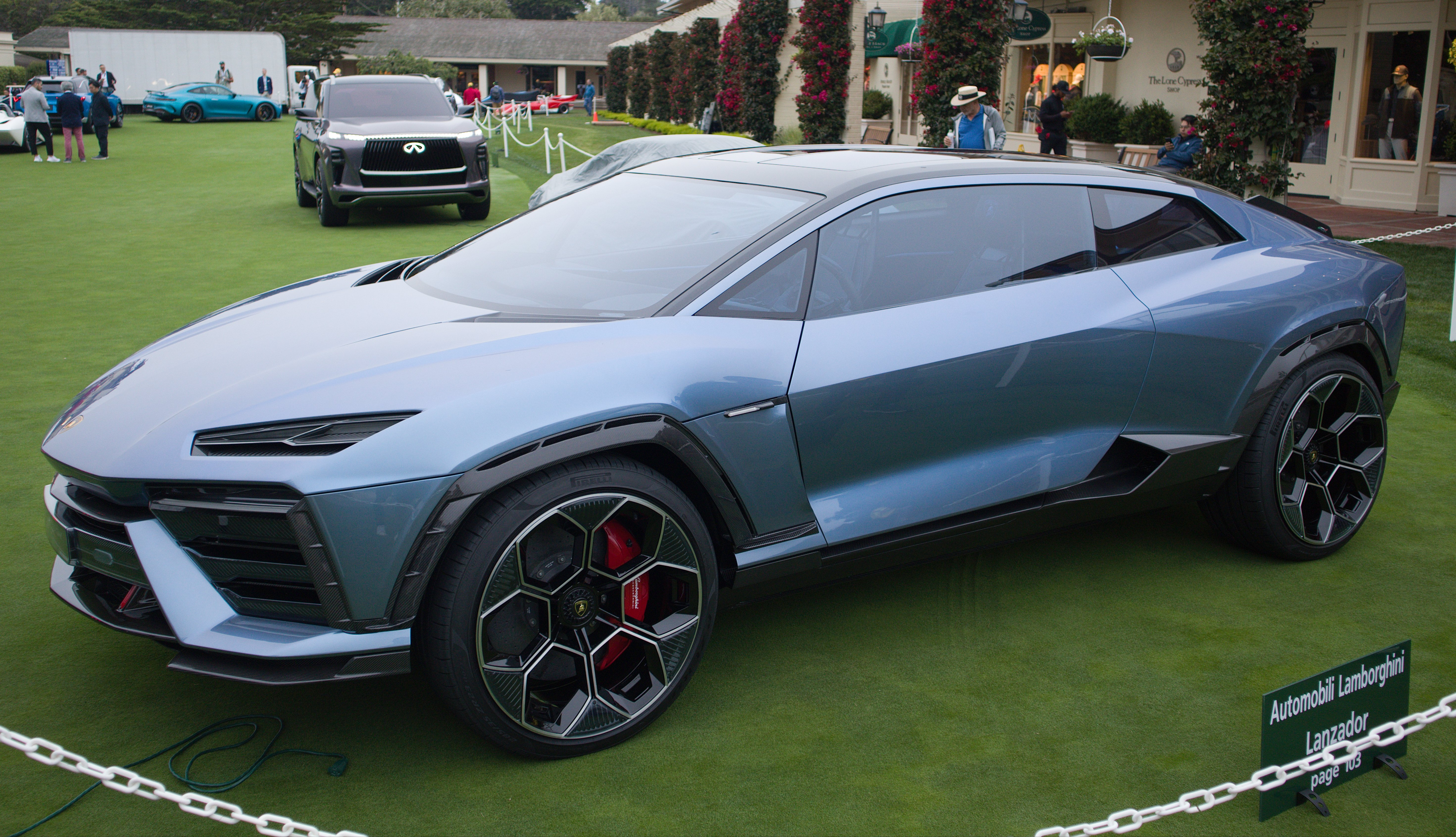
Lamborghini Lanzador

- LM001 (1981, Geneva Auto Show, SUV)
- LM002 (1982, Geneva Auto Show)
- LM003 (SUV 1983)
- LM004 (SUV 1984 Studie mit Schiffsmotor)
- LM005 Lagartijo (SUV)
- Urus (SUV)[12]
- Lanzador (2023, Monterey Car Week)

## Lamborghini in der Formel 1

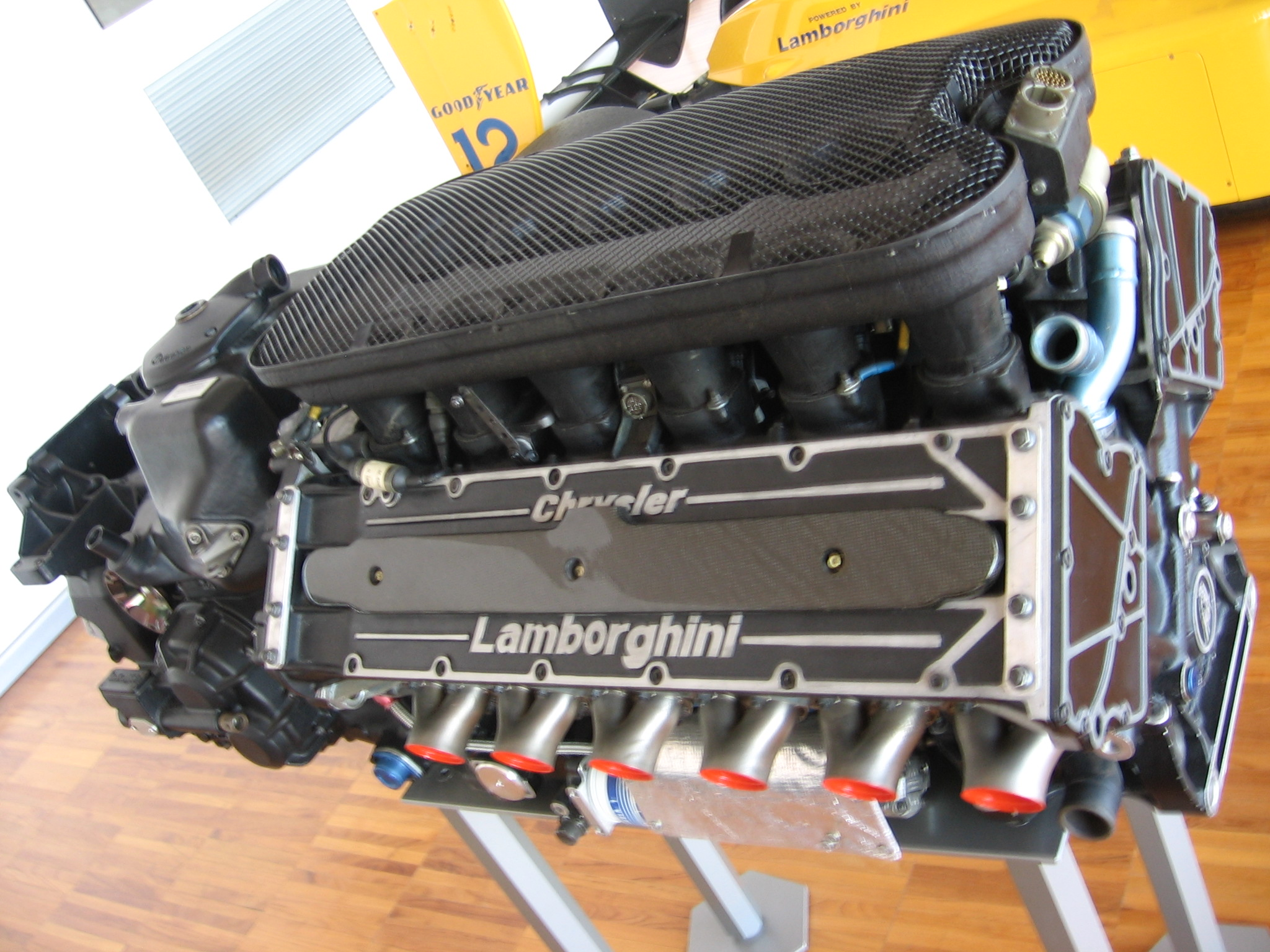
Formel-1-Motor Lamborghini 3512

Zwischen 1987 und 1993 war Lamborghini als Konkurrent von Ferrari in der Formel 1 vertreten. Der Einsatz wurde durchgeführt von Lamborghini Engineering, einer Tochterfirma in Modena, die maßgeblich von dem ehemaligen Ferrari-Mitarbeiter Mauro Forghieri geleitet wurde. Lamborghini Engineering war im Wesentlichen als Motorenlieferant für andere Teams tätig; daneben setzte man in der Saison 1991 auch ein eigenes Chassis ein, das unter dem Namen Modena Team zur Formel-1-Weltmeisterschaft gemeldet wurde. Weitere Kundenteams waren BMS Scuderia Italia, Larrousse, Ligier, Lotus und Minardi.

## Zusammenarbeit mit anderen Herstellern

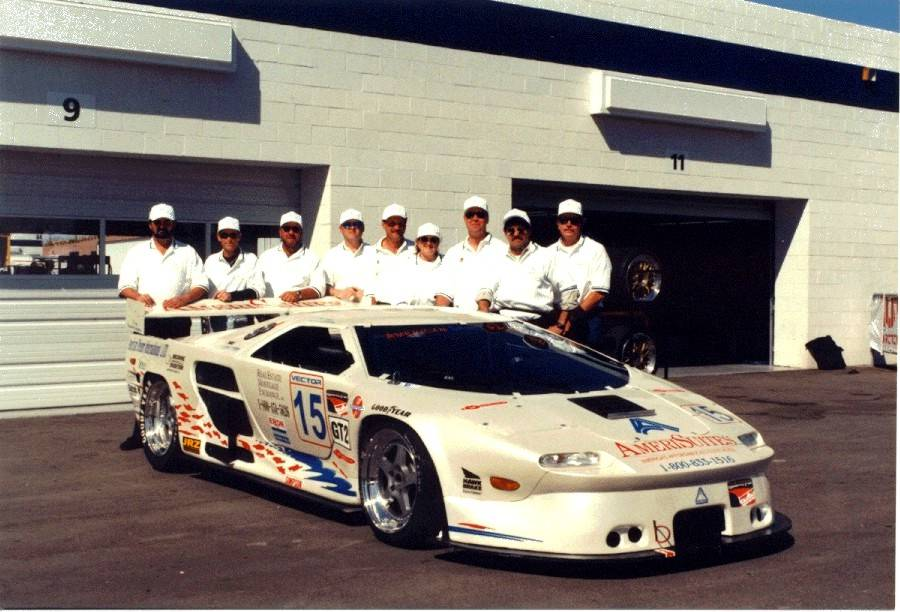
Der Vector M12 GT2 verwendet einen Lamborghini-Motor

### Vector M12/M12 GT2
Zu dem indonesischen Unternehmen MegaTech Ltd., dem Lamborghini zwischen 1994 und 1998 gehörte, zählte auch die Vector Aeromotive Corporation, wo man 1995 den Vector M12 entwickelte, für den man aber nicht mehr den Chevrolet-Motor des Vorgängers W8 verwenden wollte. Da beide Unternehmen nun unter einem Dach vereint waren, wurden der Motor und die Brembo-Bremsanlage des Diablo serienmäßig in den neuen, 1996 vorgestellten Vector eingebaut. Der M12 wurde 1998 auch als Rennversion M12 GT2 vom Team ASR (American Spirit of Racing) umgebaut und mit dem Diablo-Motor erfolgreich in drei Rennen eingesetzt, bevor er als Entwicklungsträger für einen weiteren Vector-Prototyp verwendet wurde.

### Automóviles Lamborghini Latinoamérica S. A.
Die Automóviles Lamborghini Latinoamérica S. A. ist eine Fremdfirma, die diverse Nutzungs- und Produktionsrechte im Bereich des Markennamens „Lamborghini“ und der Fahrzeugproduktion von Fahrzeugen der Automobili Lamborghini Holding S. p. A. besitzt. Von dieser Firma angebotene Fahrzeuge sind:
- Lamborghini Coatl (seit 1994, auf dem Diablo basierend)
- Lamborghini Eros GT-1 (seit 1996, auf dem Diablo basierend)
- Lamborghini Alar 777 (Studie, 2007 vorgestellt; basiert auf dem Diablo und gliedert sich stilistisch an seine Vorgänger)

### ASUSTeK Computer Inc.
Lamborghini gibt in Kooperation mit ASUSTeK Computer Inc. die hochpreisigen VX- und ZX-Handy- und Notebook-Modelle heraus. Die Notebooks heben sich durch die Verwendung hochwertiger Materialien und zahlreicher Lamborghini-Wappen von der restlichen Modellpalette ab.

### BMW

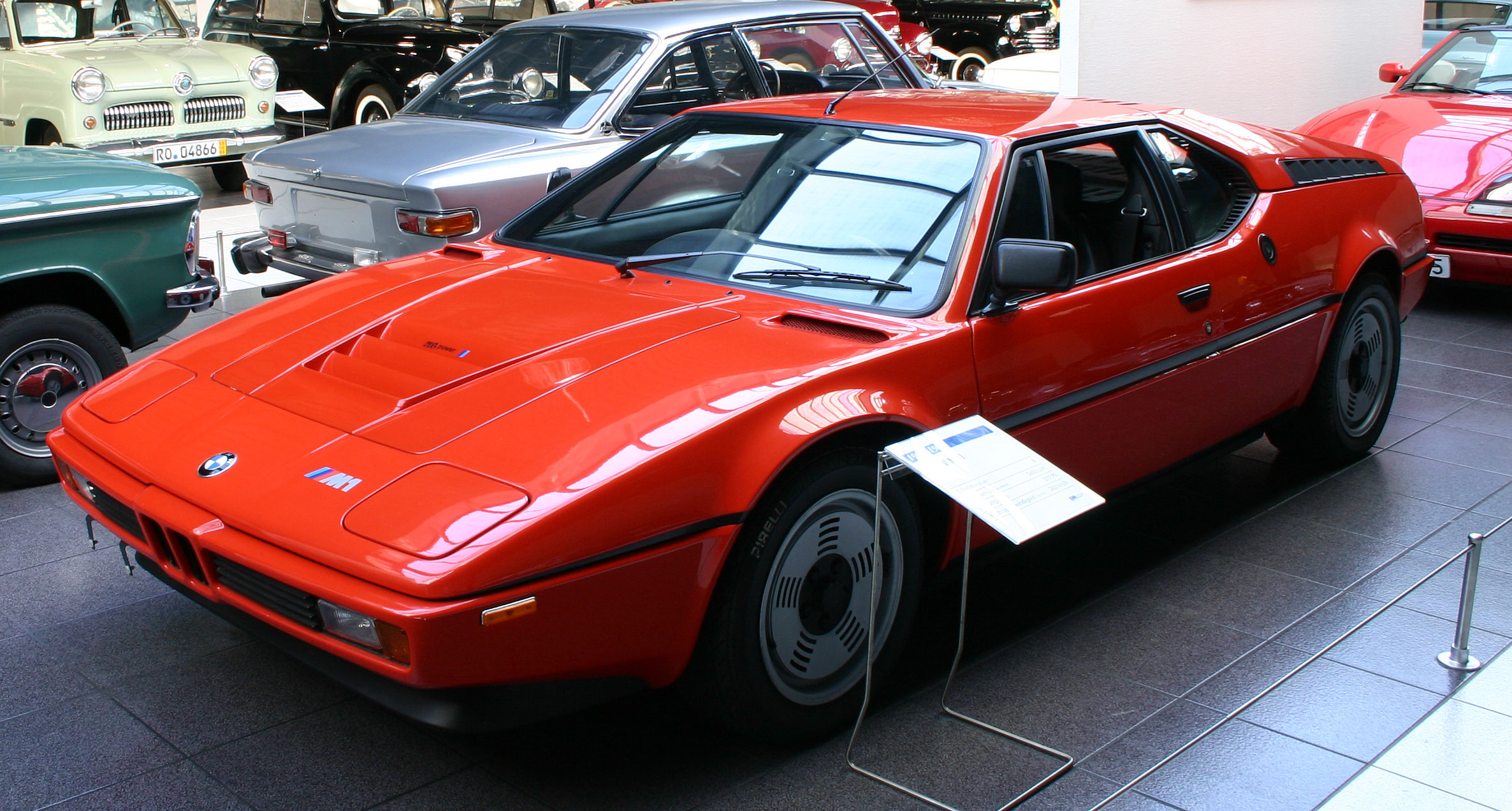
Straßenversion des BMW M1

1976 beschloss der bayerische Fahrzeughersteller BMW, seinen damals von Paul Bracq entworfenen Supersportwagen, den BMW M1, im Werk von Lamborghini in Sant’Agata Bolognese zu entwickeln. Doch Lamborghini kümmerte sich eher schlecht um das Projekt und verwendete die von BMW investierten Gelder lieber für die Verwirklichung des Lamborghini LM002. BMW ließ den M1 daraufhin von der eigenen Tochterfirma BMW Motorsport GmbH zu Ende entwickeln.

## Sonstiges

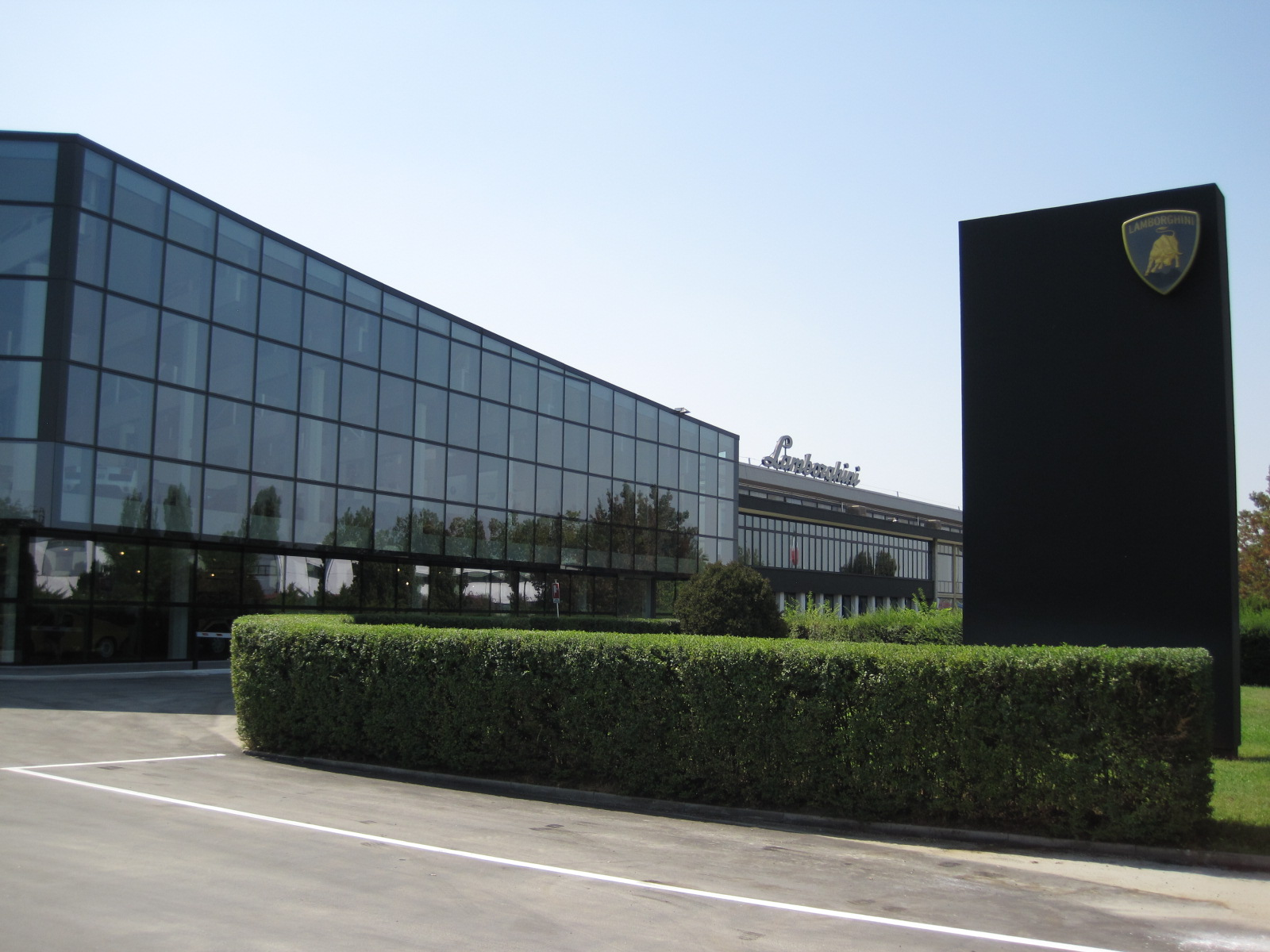
Lamborghini-Museum in Sant’Agata Bolognese

Von den 1960er Jahren bis 2008 war Lamborghini Orange County der weltweit größte Lamborghini-Händler.
Seit 1971 baut Lamborghini auch die leistungsstarken Motoren für Offshore-Rennboote. Diese Aggregate – pro Boot zwei Stück – leisten ungefähr 735 kW.
1997 erschien ein offiziell lizenziertes Videospiel namens Automobili Lamborghini für das Nintendo 64.
Neben dem Werk gibt es seit 2001 auch das Lamborghini-Museum.
Seit 2005 bringt Lamborghini auch das Lamborghini Magazin auf den Markt.